# Louis François Anne Robin de Morhéry
Louis François Anne Robin de Morhéry, né le 16 novembre 1741 à Josselin et mort le 5 mai 1829 à Cohiniac, homme politique français, représentant de la sénéchaussée de Ploërmel pour le Tiers-état aux États généraux de 1789.

## Source bibliographique
- « Louis François Anne Robin de Morhéry », dans Adolphe Robert et Gaston Cougny, Dictionnaire des parlementaires français, Edgar Bourloton, 1889-1891 [détail de l’édition]